# Aston Martin Lagonda
Aston Martin Lagonda war die Bezeichnung mehrerer Limousinen, die der britische Sportwagenhersteller Aston Martin zwischen Herbst 1974 und Sommer 1989 verkaufte. Als Aston Martin Lagonda wurden in rund 15 Jahren drei verschiedene Baureihen angeboten, von denen insgesamt knapp 660 Fahrzeuge entstanden.
Der Verkauf der letzten Reihe wurde Mitte 1996 eingestellt. Insbesondere die zweite Baureihe erregte Aufsehen: Mit ihrer ausgeprägten Keilform der Karosserie und dem von Elektronik dominierten Interieur galt sie bei der Vorstellung als „absolute Sensation“ und polarisierte zugleich. Der zweite Aston Martin Lagonda galt als das fortschrittlichste Auto seiner Zeit und sicherte das Überleben des Unternehmens in den 1980er-Jahren.
Von 2009 bis 2020 hatte Aston Martin mit dem Aston Martin Rapide eine viertürige Limousine im Programm, die wieder eine klassische Lagonda-Modellbezeichnung nutzte. Die Marke Lagonda wurde dann 2015 mit dem kurzfristig angebotenen Taraf vorübergehend neu belebt.

## Modellgeschichte

### Lagonda

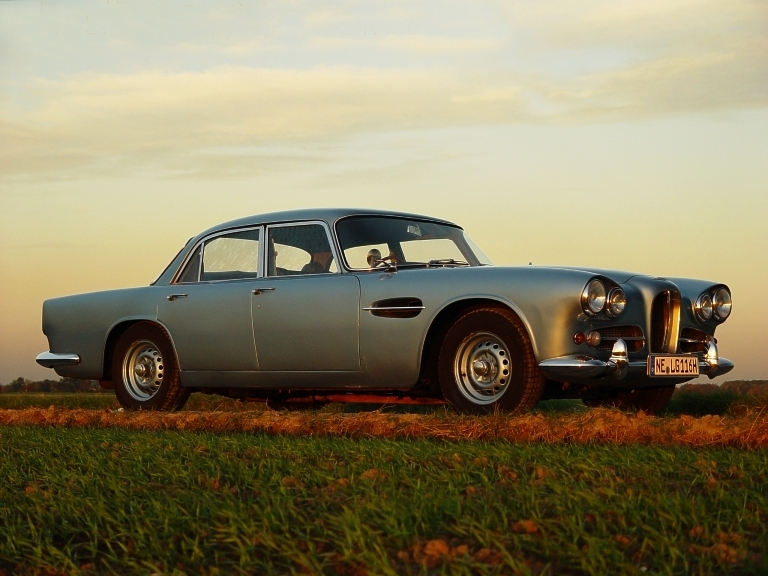
Letztes Modell mit dem Markennamen Lagonda: Der Rapide

Lagonda war selbst ein eigenständiger, traditionsreicher Sportwagenhersteller, der 1947 von David Brown übernommen – Markenliebhaber sprechen von „annektiert“ – und in das ebenfalls Brown gehörende Unternehmen Aston Martin integriert wurde. Während Aston Martin für Sport- und Rennwagen zuständig war, deckte Lagonda in dieser Zeit den Marktbereich der sportlichen Limousinen ab. Bis 1964 entstanden drei Baureihen mit Aston-Martin-Technik, die jeweils unter dem Markennamen Lagonda verkauft wurden: der Lagonda 2.6 Litre (1948–1953), der Lagonda 3 Litre (1953–1958) und der Lagonda Rapide (1961–1964).
Nachdem zehn Jahre lang keine Lagonda-Modelle angeboten worden waren, reaktivierte Aston Martin im Herbst 1974 den Namen für eine viertürige Limousine, die die Aston-Martin-Palette abrunden sollte. Anders als bisher wurden diese Wagen allerdings zunächst nicht mehr unter der Marke Lagonda verkauft; die Bezeichnung Lagonda wurde vielmehr zum bloßen Modellnamen herabgestuft, sodass die Autos nun Aston Martin Lagonda hießen. Mit Einführung der zweiten Serie der zweiten Version entfiel der Zusatz Aston Martin. Mit dem 2014 vorgestellten Lagonda Taraf wurde Lagonda wieder zu einer eigenständigen Marke.

### Wirtschaftliche Probleme
Der erste Aston Martin Lagonda war technisch eine viertürige Version des Aston Martin DBS. Während sich der DBS und sein Nachfolger, der nahezu baugleiche Aston Martin V8, in den frühen 1970er-Jahren erfolgreich entwickelten, stockte der Verkauf der Lagonda-Limousine, die bis 1975 insgesamt nur siebenmal gefertigt wurde. 1974 geriet Aston Martin, der allgemeinen Entwicklung in der Automobilbranche folgend, in eine wirtschaftliche Krise, die Anfang 1975 zur Zahlungsunfähigkeit des Unternehmens führte. Eine ähnliche Entwicklung nahmen verschiedene andere Hersteller, die eine vergleichbare Marktnische bedienten: Jensen in Großbritannien und Iso Rivolta in Italien wurden ebenfalls aufgelöst, und auch Monteverdi in der Schweiz hatte erhebliche wirtschaftliche Probleme. In den ersten sechs Monaten des Jahres 1975 fertigte Aston Martin kein einziges Auto. Erst als im Juni 1975 ein Konsortium aus britischen Geschäftsleuten das Unternehmen übernommen und in die Gesellschaft Aston Martin Lagonda (1975) Ltd. überführt hatte, wurde die Produktion in zunächst bescheidenem Ausmaß wieder aufgenommen. Insgesamt entstanden in dem Jahr nur 21 Autos, unter ihnen zwei Aston Martin Lagonda.
Die neue Unternehmensführung setzte zwar die Fertigung des V8 Saloon fort, entschied sich aber gegen die Weiterführung des davon abgeleiteten Aston Martin Lagonda Series 1, der als nicht ausreichend attraktiv angesehen wurde. Das dort gezeigte Modell ist der David-Brown-Prototyp von 1969 (EM 230). Stattdessen gab das Management die Entwicklung einer vollständig neuen Limousine in Auftrag, die eigenständig sein sollte: „Ein Hingucker“, der die Leistungsfähigkeit von Aston Martin Lagonda (1975) Ltd. belegen sollte. Daraus resultierte der keilförmige, mit viel Elektronik ausgestattete neue Aston Martin Lagonda, der von 1976 bis 1990 in drei Serien produziert wurde. Mit einigem zeitlichen Abstand schloss sich eine dritte Baureihe an, die lediglich auf individuellen Kundenwunsch gefertigt wurde.

## Nomenklatur
Die erste Baureihe (1969 bis 1976) wird als Aston Martin Lagonda Series 1 bezeichnet. Für die drei keilförmigen Versionen der zweiten Baureihe (1978 bis 1989) wird diese Zählung fortgesetzt, sodass die erste Version der zweiten Baureihe Aston Martin Lagonda Series 2, die zweite Series 3 und die dritte und letzte Series 4 heißt. Die Bezeichnung der dritten Baureihe ist uneinheitlich; hier wird gelegentlich auch vom Aston Martin Virage Lagonda gesprochen.

## Erste Baureihe: Aston Martin Lagonda Series 1 (1969–1976)
Das erste Fahrzeug, das den Namen Aston Martin Lagonda trug, war eine verlängerte viertürige Version des DBS bzw. seines Nachfolgers V8. Die Limousine wird im englischen Sprachraum oft als The 4-Door V8 bezeichnet; die interne Entwicklungsbezeichnung lautet „EP230“. Der Motor, die Technik und auch das Basisdesign entsprachen dem des seit 1969 angebotenen DBS bzw. des V8 Series 3; allerdings war der Radstand um 30,5 Zentimeter verlängert und das Dach deutlich höher. Die hintere Dachlinie war ebenfalls neu.
1969 erschien ein Prototyp der Limousine. Er war mit einer Vorserienversion von Aston Martins neu entwickeltem Achtzylindermotor ausgestattet. An der Frontpartie hat der Prototyp die Doppelscheinwerfer des DBS einschließlich seiner vom Ford Cortina entliehenen Blinker. Der Wagen blieb zunächst ein Einzelstück, das für David Browns privaten Gebrauch bestimmt war. Erst 1974 entschied sich das neue Aston-Martin-Management, das David Brown abgelöst hatte, die Serienproduktion der Limousine ohne größere Änderungen aufzunehmen.
Das erste Exemplar des Serien-Lagonda wurde im Oktober 1974 auf der Londoner Motorshow der Öffentlichkeit vorgestellt. Es unterschied sich von dem fünf Jahre alten David-Brown-Modell nur durch eine modifizierte Frontpartie: Der Wagen trug nun die vom V8 bekannten Einzelscheinwerfer; der Kühlergrill war leicht überarbeitet worden und hatte nun einen hufeisenförmigen Einsatz, der an die Kühlerform des Lagonda Rapide erinnern sollte. Die Technik des Fahrzeugs entsprach weitestgehend der des V8. Als Antrieb diente werksseitig der bekannte 5,3 Liter große Achtzylindermotor, der mit einem Automatikgetriebe gekoppelt war. Der Motor des Lagonda entspricht der im V8 Series eingebauten Einheit. Er hat ebenfalls vier Doppel-Fallstromvergaser von Weber (Tp 42 DNCF) und leistet etwa 208 kW (283 PS; 280 bhp).Die Automobilpresse kam nach Testfahrten mit dem ersten Aston Martin Lagonda zu zurückhaltenden Bewertungen. Das Handling, der Fahrkomfort sowie das Geräuschniveau des Motors und der Karosserie wurden bemängelt. Vor allem aber waren die Fahrleistungen in der Kritik.
Von 1974 bis 1976 entstanden sieben Serienfahrzeuge. Mindestens zwei von ihnen wurden nachträglich erheblich verändert. Sie erhielten eine im Hubraum auf 7,0 Liter vergrößerte Version des Achtzylindermotors, die vom Aston-Martin-Tuner R.S. Williams Ltd. hergestellt wurde und zwischen 450 und 480 PS leistete.

## Zweite Baureihe: Aston Martin Lagonda Series 2 bis 4 (1976–1989)
Nach dem Scheitern des verlängerten Aston Martin V8 nahm das neue Aston Martin-Management einen neuen Anlauf, ein Fahrzeug des Typs Lagonda zu etablieren. Dieses Modell entstand in drei Serien, die als Aston Martin Lagonda Series 2, 3 und 4 bezeichnet werden. Der neue Lagonda hatte die Aufgabe, deutlich zu machen, dass der britische Traditionsbetrieb ungeachtet der zurückliegenden wirtschaftlichen Schwierigkeiten handlungsfähig war. Er sollte Aufsehen erregen, und eine technische Verwandtschaft zum Aston Martin V8 sollte äußerlich nicht erkennbar sein.
Die technische Entwicklung des neuen Lagonda leitete Mike Loasby, für das Design war erneut William Towns verantwortlich. Das Ergebnis der Entwicklungsarbeiten war „ein einzigartiges Auto“: Der Aston Martin Lagonda S2 fiel durch seine flache, keilförmige Karosserie im sogenannten „Folded Paper“-Stil auf, die von glatten Flächen und Winkeln geprägt war. Mit einer Höhe von lediglich 1.300 mm war der Lagonda der niedrigste Viertürer seiner Zeit. Das außergewöhnliche Äußere wurde durch eine aufwendige Elektronik im Innenraum ergänzt, zu der digitale Anzeigen im Armaturenbrett und Sensortasten zur Funktionssteuerung gehörten. Die 1976 vom britischen Cranford Institute of Technology entwickelte erste Version der Software war allerdings defektanfällig und sorgte für mehrere Totalausfälle. Sie wurde 1978 durch ein System von Javelina Corporation ersetzt. Ab 1984 ergänzte ein Sprachcomputer die Ausstattung: In vier Sprachen (Englisch, Arabisch, Französisch und Deutsch) wurden unterschiedliche Informationen sowie Fehlfunktionen mitgeteilt. Ungeachtet der erheblichen Anfangsprobleme, die zu einer Vervielfachung der Entwicklungskosten führten, gilt die digitale Instrumentierung des Lagonda als Meilenstein.
Der Lagonda Series 2 hatte einen neu entwickelten Plattformrahmen, auf den ein Stahlgerüst geschweißt war, das seinerseits die Karosserieteile aus Aluminium trug. An der Hinterachse  gab es eine automatische Niveauregulierung.
Der Lagonda wurde wie schon sein Vorgänger von dem 5,3 Liter großen Achtzylindermotor angetrieben, der 1970 im DBS V8 debütiert hatte. Wegen der begrenzten Platzverhältnisse im Motorraum waren einige Änderungen nötig,  die unter anderem die Motorschmierung und den Lufteinlass betrafen. Der Motor leistete in verschiedenen Ausbaustufen 280 bhp (206 kW; 280 PS), 220 kW (300 PS) bzw. 223 kW (304 PS). Als Kraftübertragung diente ausschließlich eine Dreigangautomatik von Chrysler.
Der erste Prototyp des Lagonda wurde am 12. Oktober 1976 – über ein halbes Jahr nach Beginn der Entwicklungsarbeiten – ausgewählten Journalisten gezeigt; vor allem die Schwierigkeiten bei der Softwareentwicklung verzögerten den Beginn der Serienproduktion allerdings bis in den Herbst 1978.
Bis 1990 entstanden in drei Serien (Series 2, 3 und 4) insgesamt 645 Exemplare. In dieser Zeit gehörte der Lagonda zu den teuersten Serienfahrzeugen der Welt.
Das Werk und auch einige unabhängige Hersteller fertigten einzelne Sonderversionen des Aston Martin Lagonda, darunter eine verlängerte Version und zwei Kombis.

## Dritte Baureihe: Aston Martin Virage Lagonda

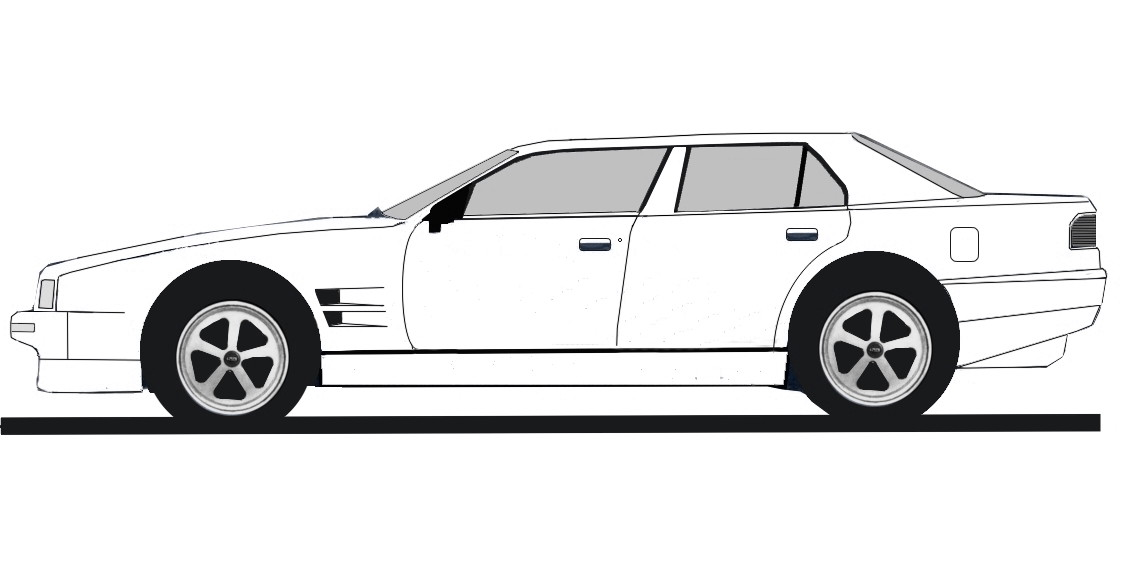
Neunmal gebaut: Viertürige Lagonda-Version des Aston Martin Virage

Nach der Einstellung der zweiten Baureihe bot Aston Martin ab Herbst 1989 erneut eine viertürige Limousine mit dem Namen Aston Martin Lagonda an. Das Werk kehrte dabei zum Konzept der ersten Baureihe von 1974 zurück: Wie damals, war auch der dritte Lagonda lediglich die verlängerte Version eines Serien-Coupés. Grundlage war der Aston Martin Virage, der mit einem verlängerten Radstand, zwei zusätzlichen Türen und einem Stufenheck versehen wurde. Zu den stilistischen Besonderheiten des Virage Lagonda gehörte eine ansteigende Dachlinie, die über den Rücksitzen höher war als über den Vordersitzen. Dieses Detail wurde allgemein als unelegant kritisiert. Das viertürige Fahrzeug war mit 5.050 mm insgesamt 280 mm länger als der Virage Saloon, das Gewicht erhöhte sich um 250 kg. Wahlweise war auch eine um 450 mm verlängerte Version lieferbar; sie entstand in zwei Exemplaren. Als Antrieb konnte entweder das serienmäßige Triebwerk mit 5,3 Litern Hubraum oder eine 6,3 Liter große Sportversion gewählt werden.
Im Laufe des Jahres 1993 entstanden auf speziellen Kundenwunsch fünf Fahrzeuge, vier davon in der 6,3-Liter-Version. Erst nach deren Auslieferung wurde das Modell öffentlich präsentiert. Danach fertigte Aston Martin bis Mitte 1996 noch vier weitere Exemplare. Die Virage-Lagondas wurden zu einem Stückpreis von 250.000 £ verkauft; an jedem von ihnen verdiente das Unternehmen 45.000 £.
Ebenfalls 1993 wurde eine fünftürige Version des Virage Shooting Brake vorgestellt, die die Bezeichnung „Les Vacances“ (französisch für Ferien) erhielt. Das Fahrzeug kostete 256.000 £. Bis Mitte 1996 entstanden sieben Exemplare.

## Stylingstudien
Unter Bezugnahme auf den Namen Lagonda wurden mehrfach Stylingstudien erarbeitet, die jedoch regelmäßig über das Planungsstadium nicht hinauskamen.
- Anlässlich des Genfer Auto-Salons 1988 legte die italienische Carrozzeria Zagato den Entwurf für ein zweitüriges Lagonda-Coupé und ein Lagonda-Cabriolet vor, die eine ungewöhnlich gestaltete Gürtellinie aufwiesen. In beiden Fällen blieb es bei reinen Zeichnungen; die Fahrzeuge wurden nicht realisiert[30].

- 1993 präsentierte Aston Martin eine im Retro-Stil gehaltene Limousine mit der Bezeichnung Lagonda Vignale. Die traditionsreiche Carrozzeria Vignale hatte mit dem Fahrzeug nichts zu tun. Der Entwurf stammte tatsächlich von Ford-Designern. Die Bezeichnung erklärt sich aus dem Umstand, dass die Namensrechte an Vignale zu jener Zeit ebenso wie die Marke Aston Martin zu Ford gehörten. Das auffällige, extrem rund gestaltete Fahrzeug wurde als Einzelexemplar hergestellt. Eine Serienproduktion kam nicht zustande.

- Aston Martin plante, die Marke Lagonda für ein Luxus-SUV wieder zu beleben und stellte dafür auf dem Genfer Automobilsalon 2009 eine Stylingstudie vor, die fertige Serienversion sollte dann 2012 in den Markt eingeführt werden. Dazu kam es aber nicht, da die Aston Martin Geschäftsführung die Pläne dazu zwischenzeitlich wieder verworfen hatte.[31]

## Technische Daten Aston Martin Lagonda S2-S4
|                                  | Aston Martin Lagonda                                                        |
| -------------------------------- | --------------------------------------------------------------------------- |
| Motor:                           | 8-Zylinder-V-Motor (Viertakt), Zylinderbankwinkel 90°                       |
| Hubraum:                         | 5341 cm³                                                                    |
| Bohrung × Hub:                   | 100 × 85 mm                                                                 |
| Leistung bei 1/min:              | 223 kW (304 PS) bei 5000/min                                                |
| Max. Drehmoment bei 1/min:       | 434 Nm bei 4000                                                             |
| Verdichtung:                     | 9,5:1                                                                       |
| Gemischaufbereitung:             | Elektronische Einspritzung (Weber)                                          |
| Ventilsteuerung:                 | DOHC, Antrieb über Kette                                                    |
| Kühlung:                         | Wasserkühlung                                                               |
| Getriebe:                        | Dreigang-Automatik (Chrysler Torque-Flite) Hinterradantrieb                 |
| Radaufhängung vorn:              | doppelte Dreieckslenker, Schraubenfedern                                    |
| Radaufhängung hinten:            | De-Dion-Achse, Wattgestänge, Längslenker, Schraubenfedern                   |
| Bremsen:                         | Innenbelüftete Scheibenbremsen rundum (Durchmesser v/h 27,3/26,3 cm), Servo |
| Lenkung:                         | Zahnstangenlenkung, servounterstützt                                        |
| Karosserie:                      | Leichtmetall, auf Plattformrahmen                                           |
| Spurweite vorn/hinten:           | 1500/1500 mm                                                                |
| Radstand:                        | 2915 mm, LWB: 3170 mm                                                       |
| Abmessungen:                     | 5285 × 1815 × 1300 mm, LWB: 5540 × 1815 × 1350 mm                           |
| Leergewicht:                     | 2095 kg, LWB: ca. 2200 kg                                                   |
| Höchstgeschwindigkeit:           | 225 km/h                                                                    |
| 0–100 km/h:                      | 8,8 s                                                                       |
| Verbrauch (Liter/100 Kilometer): | ca. 16–25 S                                                                 |
| Preis :                          | 289.300 DM (1987)                                                           |

### Modellübergreifend zu Aston Martin und Lagonda
- Giles Chapman: Aston Martin. Warts & all. Markengeschichte in: Octane Classic & Performance Cars, Heft Oktober 2013, S. 86 ff.
- Tim Cottingham, Peter Tomalin: Them's the Brakes. Aston Martin Shooting Brakes. In: Vantage. The Independent Aston Martin Magazine. Heft 5 (Frühling 2014), S. 120 ff.
- Robert Coucher: Four by four. Four Seater Aston Martins. In: Octane Classic & Performance Cars, Heft April 2010.
- Andrew Noakes: Faszination Aston Martin. Parragon, Bath 2006, ISBN 978-1-4054-7900-4.
- William Presland: Aston Martin V8. Crowood Press 2009. ISBN 978-1-84797-066-4
- Rainer Schlegelmilch, Hartmut Lehbrinck, Jochen von Osterroth: Aston Martin. Verlag Könemann 2005. ISBN 3-8331-1058-9.

### Zum Aston Martin Lagonda S1
- Mark Dixon: Five smokin’ saloons. Vorstellung des Aston Martin Lagonda (Series 1) und Vergleich mit dem BMW 3,0 Si, dem Daimler Double Six Vanden Plas, dem De Tomaso Deauville und dem Mercedes-Benz 300 SEL 6,3, in: Thoroughbred and Classic Cars, Heft Februar 1996, S. 76 ff. (englisch). Das dort gezeigte Modell ist der David-Brown-Prototyp von 1969 (EM 230).
- Nigel Bothman, Lyndon McNeil: Money no object. Aston Martin Lagonda vs Bitter CD vs De Tomaso Deauville vs Iso Fidia vs Maserati Quattroporte. Vergleichstest italienischer Viertürer in: Thoroughbred & Classic Cars Heft 9/2008, S. 60 ff.

### Zum Aston Martin Lagonda S2-S4
- Automobil Revue, Katalognummer 1987 (Daten und Preise).
- Sujatha Menon: Super Cars, Classics of Their Time. Quintet Publishing (2004), ISBN 0-7607-6228-7
- Andrew Noakes: Faszination Aston Martin. Parragon Publishing (2006), ISBN 978-1-4054-7900-4
- Michael Schäfer: Captain Future: Vorstellung und Entwicklungsgeschichte des Aston Martin Lagonda S2 (mit mehreren Abbildungen eines S4) in: Oldtimer Markt, Heft 12/2007, S. 42 ff.

### Zum Virage-Lagonda
- Paul Hardiman: The Last Bulldog. Entwicklungsgeschichte des Aston Martin Virage in: Classic & Sports Car, Heft April 2001, S. 132 ff.